# 일본의 애니메이션
아니메(일본어: アニメ, Anime) 또는 재패니메이션(영어: Japanimation)은 일본의 애니메이션을 일컫는 말이다. 주로 기존에 연재되는 동명의 인기있는 만가나 라이트 노벨을 원작으로 제작되며, 장면의 대부분은 셀 애니메이션 방식이 사용된다. ' 아니메 '는 영어 단어 'Animation (애니메이션)'이 변형된 형태이다. 다른 언어에서, 이 용어는 일본에서 온 애니메이션이나 다채로운 그림, 활기찬 캐릭터와 판타지적 주제를 가진 일본풍의 애니메이션 스타일을 가진 애니메이션을 의미한다. 초기 일본의 상업적 애니메이션의 역사는 1917년으로 거슬러 올라가고, 그 이후에 일본 애니메이션 제작은 점차적으로 증가했다. 캐릭터풍의 애니메이션 스타일의 경우 1960년대에 테즈카 오사무의 작품에서 나왔으며, 20세기 후반에 전세계적으로 확산되면서 거대한 국내외 시청자를 만들었다. 일본의 애니메이션의 경우 극장에서, 텔레비전 방송으로, 직접 홈 미디어로, 인터넷으로 배포되었고, 다양한 대중의 수요를 잡기 위해 다양한 장르로 나뉘었다. 아니메는 원래 일본에서 애니메이션 (Animation)을 지칭하는 약자였지만, 일본의 애니메이션 산업이 전 세계 애니메이션 중 60% 이상을 제작할 정도로 거대해진 오늘날에 '아니메'는 각국의 사전에 등재될 정도로 널리 쓰여 일본의 애니메이션을 칭하는 단어가 되었다. 그러나 한국어권에서는 " 일본 애니메이션 " 또는 줄여서 " 일본 애니 " , " 일애니 " 라고 하고 있어 아니메란 용어의 비중이 낮다.
일본의 애니메이션은 새로 나온 기술에 반응하여 시간에 적응해 온 독특한 제작 방법과 기술을 이용한 다양한 예술의 형태이다. 애니메이션 제작은 움직임에는 초점을 덜 맞추고, 패닝과, 줌, 앵글 샷을 비롯한 카메라 효과의 사용과 더불어 주위 환경의 사실성에 더 초점을 맞추었다. 다양한 예술 형태가 사용되었으며, 강조된 감정 표현이나 현실적인 크기의 눈을 포함하여, 등장 인물의 조화와 특징은 꽤 다양하다. 일본 애니메이션 제작사는 430여 회사가 있는데 그 중 유명 회사는 스튜디오 지브리, 가이낙스, 토에이 애니메이션 등이 있다. 국내 시장을 나눠먹고 있기는 하지만, 애니메이션은 DVD 판매량의 다수를 차지하고 있으며 SNS와 스트리밍의 다양화로 국제적으로 성공을 거두고 있다. 국제적으로 명성을 얻어서 일본 밖에서 일본 애니메이션 형식으로 제작된 애니메이션이 많아지기는 했지만, 팬과 산업계 모두 이를 단지 일본 애니메이션에 영향을 받은 애니메이션으로 정의할 뿐이다.
2019년 일본의 연간 애니메이션 해외수출액은 사상 처음으로 10조 원을 넘었다. 2021년 기준 미국에서 아니메는 외국어 문화 콘텐츠 중에서 가장 높은 수요를 차지한다.

## 역사

### 초창기와 군부독재 시절

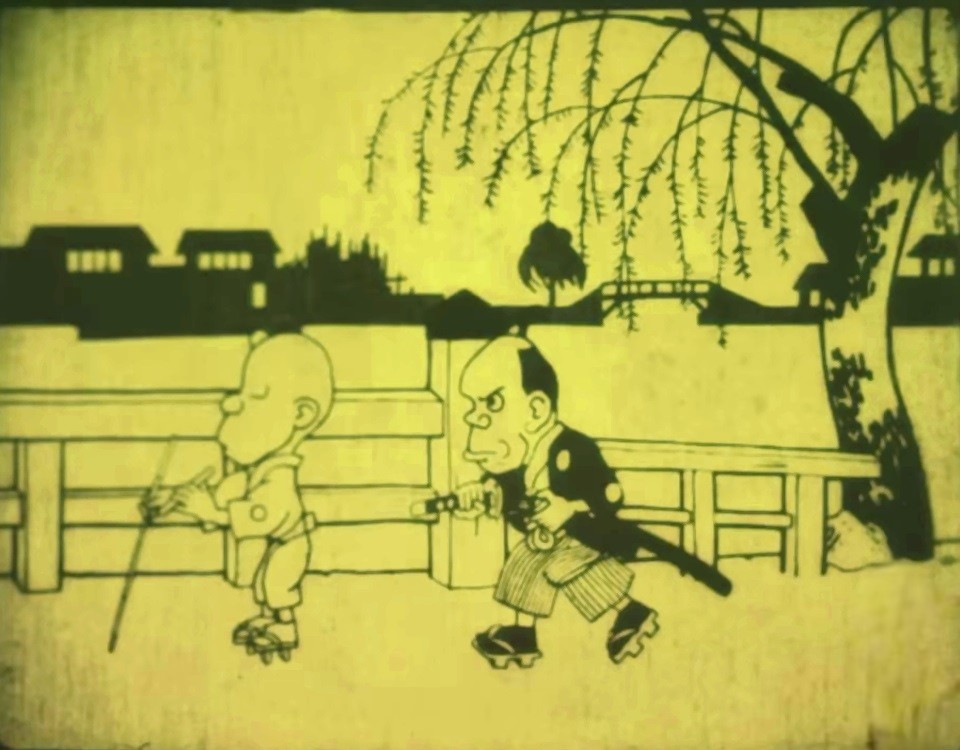
일본 최초의 애니메이션 중 하나인 《하나와 헤코나이 명검 이야기》 (1917년)

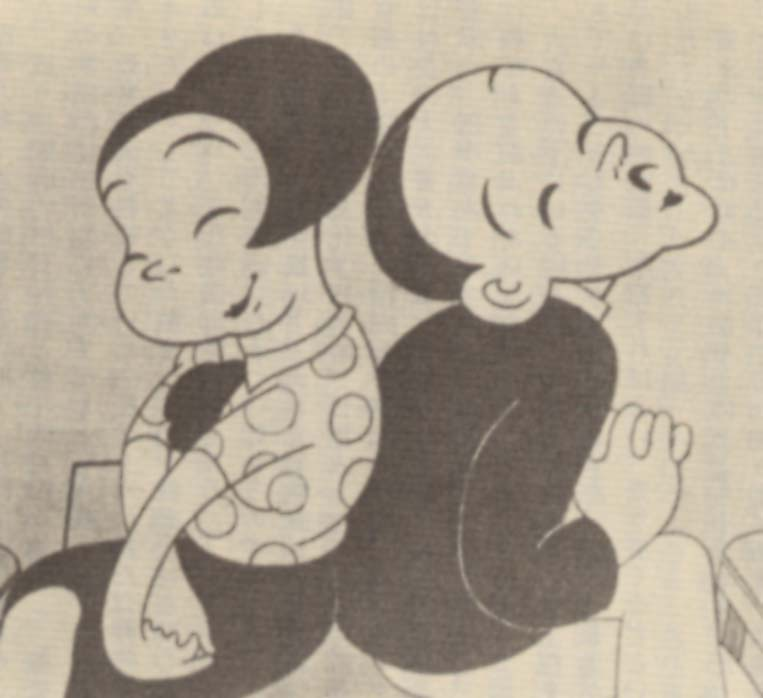
1933년에 상영된 일본의 유실된 애니메이션 영화 《힘과 여자의 세상 속》(力と女の世の中)

일본 애니메이션의 탄생 배경은 1910년대에 접어들면서부터였다. 당시 일본은 세계대전 특수를 맞이해 경제 부흥을 맞아 해외 문화를 탐닉하던 시대였다. 특히 영화는 대중오락으로 정착되며 영화 스타가 등장하던 시기였고, 닛카쓰, 덴카쓰 등의 영화사들도 설립되던 시기였다. 그 와중에 이제 막 제작되기 시작했던 미국 (존 랜덜프 브레이)과 프랑스 (에밀 콜)의 애니메이션 영화들이 일본에도 소개되기 시작하였다.
이런 가운데 시모카와 오텐, 고치 준이치, 기타야마 세이타로의 삼인방은 영화사들로부터 제작 의뢰를 받아 해외 애니메이션 작품을 접하고 분석, 기법을 연구한 뒤 1916년부터 일본 최초의 애니메이션 작품들을 제작하였다. 1917년 1월 시모카와 오텐은 일본 최초의 애니메이션인 《문지기 이모카와 무쿠조 이야기》를 제작하였는데 칠판에 분필로 그리는 기법으로 제작된 작품으로 조악하고 단순하였지만, 훗날 시모카와는 기초적인 페이퍼 애니메이션 기법을 개발하게 되었다. 기타야마 세이타로는 1917년 5월 《원숭이와 게의 전투》를, 고치 준이치도 6월 《하나와 헤코나이 명검 이야기》를 제작하였다. 이 세 작품은 일본 최초의 애니메이션들로 항상 언급된다. 기타야마 세이타로의 경우 일본에서 최초의 애니메이션 독립 스튜디오인 기타야마 영화 제작소를 설립하기까지 했으나, 1923년 관동대지진으로 설비가 파괴되면서 제작을 중단한다.
관동대지진 직후 일본 애니메이션은 공백기를 맞았지만, 위기를 딛고 발전을 계속하였다. 기타야마 영화제작소의 애니메이션 기술자 출신이었던 야마모토 사나에는 1925년 야마모토 만화제작소를 설립, 《노인을 버리는 산》을 시작으로 정부 홍보 애니메이션들을 제작하였고, 요코하마 시네마 상회 출신의 무라타 야스지는 1926년 첫 작품 《기린의 목은 왜 긴가?》 이후 '무타라 프로덕션'을 설립하여 컷 아웃 방식의 교육용 애니메이션들을 제작, 전쟁 전 최다 작품을 만들어 내어서 달인으로까지 불리게 되었다. 오후지 노후로는 1929년 일본 최초의 발성 애니메이션 《검은 고양이》를 제작하였으며, 마사오카 겐조는 1932년 셀 방식을 이용해 제작된 본격적인 발성 애니메이션인 《힘과 여자세상》으로 기술을 한층 진보시켰으며, 수년 뒤 《거미와 튤립》을 제작해 애니메이션 역사에 큰 족적을 남겼다.
그 와중에 1927년 단편 《증기선 윌리》를 시작으로 하는 월트 디즈니의 작품을 비롯한 해외 애니메이션 작품들이 1930년부터 일본에 연이어 수입된다. 이제 막 궤도에 오르기 시작한 일본 애니업계는 수입 작품에 비해 비싼 제작비, 엉성한 움직임과 스토리 등으로 경쟁력이 낮았고, 각 영화사들은 흥행 실패를 예감하여 애니메이션 제작에서 손을 떼었다. 극장에서 물러난 애니메이션 제작자들은 정부 주관의 교육·홍보 애니메이션을 제작하기 시작했다. 마침 일본 사회는 군부독재 시절로 서서히 접어들며 1931년 중일 전쟁 발발, 1933년 국제연맹 탈퇴, 그리고 1941년 진주만 공습에 이르렀고, 정부는 이에 맞춰 전의를 고조시키기 위한 선전 홍보 애니메이션들을 여럿 의뢰 제작하였는데 대표적으로는 세오 미쓰요의 《모모타로의 바다독수리》, 《모모타로·바다의 신병》, 오후지 노부로의 《바다의 사나운 독수리》, 야마모토 사나에의 《스파이 격멸》 등이 있었다. 이들 작품은 진주만 공습을 소재로 하는 등 군국주의 색채가 짙었지만, 1945년 일본 패전 이후 연합군 최고사령부가 정책 홍보를 위해 애니메이션을 활용하려 했으며, 《모모타로·바다의 신병》을 비롯한 다수의 작품은 전후 애니메이터들에게 큰 영향을 끼치기도 했다.

### 전후 혼란과 도에이 애니메이션
전쟁이 끝난 뒤 GHQ는 신속한 점령 정책을 집행하기 위해 애니메이션 홍보를 활용하고자 했고, 이에 따라 1945년 가을 야마모토 사나에, 무라타 야스지, 마사오 겐지 등을 중심으로 100여 명의 애니메이션 제작자들이 소집되어 신일본동화사가 설립되었다. 마사오카 겐조는 봄꽃의 평화를 강조하는 《벚꽃》(1946)을 제작하였으나 극장가에 공개되지는 않았고, 《버려진 고양이 도라짱》(1947) 등을 제작하였지만 GHQ가 바라던 내용과는 거리가 멀었다. 별 다른 성과를 거두지 못하고 진척되자 디즈니의 역할을 염두에 두었던 GHQ도 이내 포기, 신일본동화사는 1947년에 해산되었다. 신일본동화사의 세 사람은 같은 해 일본만화영화사를 설립하나 무라타 야스지만 남고, 무라타는 세오 미쓰요를 불러들여 《임금님의 꼬리》(1949)를 제작하나 배급사 도호에서 내용 문제를 이유로 비공개 처리, 일본만화영화사는 큰 투자금을 보전하지 못하여 파산하였다. 이외에도 전쟁 전에 활약하던 작가 대부분은 패전의 충격과 사회 격변에 순응하지 못하고 애니메이션 업계를 떠나던 실정이었다.
야마모토 사나에, 마사오카 겐조는 도호의 투자를 받아 '일본동화'를 설립하였는데 여기에는 모리 야스지, 후쿠이 에이치 등의 인사도 들어와 있었다. 이후 도호의 관련사를 흡수해 투자를 늘려 회사명을 니치도(日動) 영화로 바꾸고, 1995년에는 도에이의 위탁으로 단편 《흥겨운 바이올린》을 제작한 것을 계기로 도에이가 니치도 영화를 매입, 도에이 교육영화 소속으로 들어갔다. 이후 동양의 디즈니를 목표로 삼으며 1956년 7월 '도에이동화'라는 이름으로 새출발하였다. 도에이동화는 기존의 가내수공업 방식을 타파하고 미국식 분업 제작시스템을 차용, 대형 애니메이션 스튜디오를 설립하였다. 1957년 13분 분량의 첫 작품 《새끼 고양이의 낙서》를 발표한 뒤, 1958년 10월에는 일본 최초의 장편 애니메이션인 《백사전》을 개봉하였다. 아름답고 부드러운 영상으로 인기를 끌며 절찬리에 상영된 이 작품은 미야자키 하야오를 비롯한 수많은 애니메이터 지망생을 낳게 되었다. 이후로도 도에이는 《원숭이 소년 사스케》(1959), 《서유기》(1960) 등을 공개하였다.
한편 1952년 〈철완 아톰〉을 연재하며 인기를 끌던 만화가 데즈카 오사무는 애니메이션에 관심을 두다가, 도에이동화 측에서 자신의 작품을 원작으로 한 《서유기》의 제작 협력 의뢰를 계기로 본격적으로 스튜디오에서 일하며 애니메이션의 기본을 배웠다. 1961년 도에이동화에서 퇴사한 데즈카는 사카모토 유사쿠, 요코야마 다카이치 등과 함께 도쿄 후지미다이에 '데즈카 오사무 프로덕션'을 설립하였다. 실험작 《어느 길모퉁이 이야기》(1962)을 계기로 데즈카 프로덕션은 '무시 프로덕션'으로 이름을 바꾸었다.

### TV 애니메이션의 시대
일본이 고도경제성장기에 접어들던 1950년대부터는 애니메이션 환경의 변화도 이뤄졌다. 1953년 일본 최초의 텔레비전 방송이 개시되고, 1959년에는 주간 단위의 만화잡지들이 창간되어 어린이들은 매주 만화를 볼 수 있었다. 《어느 길모퉁이 이야기》를 제작한 무시 프로덕션은 앞으로의 방향을 '텔레비전 애니메이션'으로 설정하고, 철저한 상업적 작품을 기획하였다. 이 과정에서 고가의 제작비를 최대한 줄이기 위해 애니메이션 표현을 생략하는 리미티드 애니메이션 방식을 도입하고, 에피소드 방식의 미국 애니와는 다른 '재미있으면서 복잡한 스토리', 즉 이야기와 세계관에 충실한 작품을 대상으로 삼았다. 무시 프로덕션의 첫 정기작품은 탄탄한 이야기와 세계관을 쌓아가고 있던 〈철완 아톰〉으로 결정되었고, 1년 간의 제작 끝에 1963년 1월 1일 저녁 6시 15분, 후지테레비에서 《철완 아톰》이 처음으로 텔레비전 전파를 타기 시작했다. 철완 아톰은 당시 엄청난 시청률로 인기를 구가하였을 뿐만 아니라 최초의 캐릭터 상품 권리, 최초의 팬클럽 설정 등 여러 가지 면에서 선구자로 평가받고 있다.
《철완 아톰》의 성공에 주목한 TV 방송국과 애니메이션 제작사들은 TV 애니메이션 제작에 속속 참가하였다. TCJ 스튜디오는 1963년 한 해에 《신선부락》, 《철인 28호》, 《에이트맨》을 제작해 방영 개시하였는데 모두 공상과학 장르에 속해 SF 작가가 각본에 참여하기도 하였다. 같은 해 도에이동화는 《늑대소년 켄》을 제작하였지만 그간 장편애니에 집중한 탓에 비효율적인 제작방식이라는 문제를 겪기도 했다. 1964년 데즈카 오사무는 최초의 컬러 TV 애니메이션을 기획하였는데 이미 방영되던 《철완 아톰》이 첫 대상이었으며, 그해 가을에는 《정글 대제》를 풀 컬러 애니메이션화하였다.
1970년대에는 《기동전사 건담》과 《우주전함 야마토》등의 작품을 통해 애니메이션의 수용층이 어린이에서 청소년은 물론 성인층으로까지 확대되었다.
1980년대에 가정용 비디오 플레이어(VTR)가 보급되었다.
1990년대에 들어 세계적인 지지를 획득하기 시작하였고, 일본 애니메이션 인기 순위에서 2위권을 벗어난 적이 없던 1986년 드래곤볼을 시작으로 1992년부터 시작한 미소녀전사 세일러문과 1993년부터 시작한 농구만화 슬램 덩크도 세계적으로 인기를 얻었다. 그 후 점차 애니메이션 작품 제작비의 70~80%를 차지하는 인건비가 상승하고, 일본의 버블 경제(잃어버린 10년)가 무너지면서 일본은 장기간의 경제 침체로 이어져 일본 애니메이션 산업은 커다란 위기에 봉착하게 된다.

## 종류

### 프로덕션 종류
기본적으로 판매 구조에 따라 결정된다.
- 극장판 : 말 그대로 극장 상영용으로 만들어진 작품. 일반 영화와 비슷한 상영 시간을 가지고 있으며, 전문적으로 극장을 목표하여 만들어지는 경우가 많으나 종종 인기 있는 TV 시리즈나 OVA가 극장판화되기도 한다. 대규모 스튜디오와 자금이 동원되므로, 상당한 걸작들이 많다. 주요 감독으로는 미야자키 하야오, 신카이 마코토, 호소다 마모루 등이 있다.

- OVA(Original Video Animation) : 제작된 작품은 VCR용 카세트를 비롯한, DVD, 블루레이 디스크의 형태로 판매된다. 소규모 고정 지지층을 가진 장르물이나 소수의 작가들이 모여서 만드는 소규모 작품 등을 취하는 형태이다. 과거에는 자금력이 부족하여 그림의 수준이 떨어지는 경향이 있었으나 현재는 OVA 시장 자체가 상당히 커짐에 따라 TV판 이상의 수준을 보이기도 한다.

- TV 시리즈 : TV 방영을 전제로 만들어지는 작품. 시간 제한 문제로 초기 작화와 후기 작화가 상당한 차이를 보이는 경우도 많다. (한국 드라마의 날림 현상과 비슷하다.) 재패니메이션의 가장 근간이 되는 제작 방식이다. 대개 TV사의 발주를 각 제작 스튜디오에서 주문을 받아 만들어지는 형태가 되므로, 인기가 없어서 광고가 잘 들어오지 않는 시리즈물의 경우엔 1쿨/혹은 1기(=13주. 1년의 1/4 기간으로 보통 일본 TV사의 방송 프로그램 개편 패턴) 단위로 잘려 나가게 된다.

### 분류:애니메이션
- 분류: NHK의 애니메이션
- 분류: TBS 계열 애니메이션
- 분류: TV 도쿄 계열 애니메이션
- 분류: TV 아사히 계열 애니메이션
- 분류: UHF 애니메이션
- 분류: 닛폰 TV 계열 애니메이션
- 분류: 마이니치 방송의 애니메이션
- 분류: 선라이즈 작품
- 분류: 일본의 애니메이션
- 분류: 일본의 애니메이션 영화
- 분류: 일본의 웹 애니메이션
- 분류: 일본의 애니메이션 잡지
- 분류: 후지 TV 계열 애니메이션

## 배포
일본의 애니메이션은 다양한 화풍, 애니메이션 기법, 생산, 제작에 있어서 다른 형태의 애니메이션과 다른 형태를 띈다. 시각적으로, 일본 애니메이션은 원화가, 감독, 원작가, 스튜디오에 따라 그림체가 상당히 다르다. 어느 한 그림체가 우세하다고는 할 수 없지만, 애니메이션 기법과 캐릭터 디자인에서 공통점을 찾을 수 있다.

### 애니메이션 기법
일본의 애니메이션은 일반적 애니메이션 제작과 마찬가지로 콘티 작성, 목소리 녹음, 캐릭터 디자인, 셀 제작 등의 과정을 통해 만들어진다. 1990년대 이후 애니메이터들은 점차적으로 애니메이션 제작의 효율성을 올리기 위해서 컴퓨터 애니메이션을 적극 사용하기 시작했다. 오후지 노부로와 같은 예술가들은 일본 애니메이션 초기를 개척한 사람으로, 실험적이었고 흑판에 그린 그림, 종이를 잘라 만든 스탑 모션 애니메이션, 실루엣 애니메이션으로 구성되어 있다. 셀 애니메이션은 점차적으로 유명해져서 일본 애니메이션의 대다수를 차지하게 되었으며, 21세기 들어서는 모치나가 타다히토, 카와모토 키하치로, 무라타 토모야스가 만든 스탑 모션 인형극 애니메이션을 비롯한 독립 단편 영화를 제외하고 다른 애니메이션 기법들은 거의 쓰이지 않게 되었다. 컴퓨터는 1990년대를 기점으로 애니메이션 제작 과정에 포함되게 되었으며, 이 시기의 작품으로는 컴퓨터로 만들어낸 이미지를 셀 애니메이션과 섞은 공각기동대, 모노노케 히메와 같은 작품이 있다.:29 셀을 제작하는 주요 회사인 후지필름은 셀 생산을 중단할 것이라고 밝혔는데, 이는 산업 전반에 셀을 모아야 한다는 충격을 주었고 서둘러서 디지털 작화로 이동하는 계기가 되었다.:29
디지털 시기가 오기 전에, 일본의 애니메이션은 pose to pose approach를 사용하는 전통적 애니메이션 기법으로 제작되었다. 일본 애니메이션의 추세는 비싼 원화를 덜 사용하고 중간에 동화를 많이 끼워넣는 기법을 사용하는 것이다.
일본의 애니메이션 스튜디오는 기존의 사용했던 장면을 재사용하는 리미티드 애니메이션 기법의 선구자이다. 디즈니 애니메이션은 움직임에 중점을 두지만, 일본 애니메이션은 프레임을 조금 줄여서 움직임이 조금 부자연스러운 단점을 정성을 들인 작화로 극복하는 등 '리미티드 애니메이션' 기법을 사용한다. 그러한 기법은 납품 기한을 맞추기 위해 사용될 뿐만 아니라 예술적 장치의 개념으로서도 사용된다.
일본 애니메이션의 장면은 삼차원 뷰를 달성하는 데에 중점을 두고, 배경은 작중 분위기를 연출하는 도구이다. 배경은 항상 처음부터 새로 만들어 내는 것은 아니고, 하울의 움직이는 성이나 스즈미야 하루히의 우울과 같이 현실에 존재하는 장소에서 배경을 따 오는 경우도 있다. Oppliger는, 일본의 애니메이션은 모든 스타급 캐스팅을 합쳐서 매우 강한 감동을 자아내는 드문 매체라고 말했다.
일본 애니메이션의 영화적 효과는 미국 애니메이션과 차별화된다. 일본의 애니메이션은 마치 카메라가 찍은 것과 같이, 패닝, 줌, 원거리/단거리 샷과 같이 영화같은 샷을 사용하는데, 현실에서는 만들기 까다로운 훨씬 동적인 샷을 사용하기도 한다.:58 일본 애니메이션의 경우, 대사 녹음을 먼저 하고 동화 작업을 하는 북미 애니메이션과 달리 동화 작업을 끝낸 다음에 대사를 녹음한다. 따라서 일본 애니메이션에서 입 모양과 대사가 맞지 않는 오류도 생길 수 있다.:59

### 캐릭터
일본 애니메이션에서 신체의 비례는 현실계의 신체 비례를 정확하게 반영하려는 경향이 존재한다. 제작자는 머리 높이를 비례의 기본적인 단위로 생각한다. 머리 길이는 다양할 수 있지만 대부분의 애니메이션 캐릭터의 키는 7등신에서 8등신 정도이다. 캐릭터 디자이너는 신체가 상당히 변형된 캐릭터를 만들기 위해 몸의 비례를 의도적으로 바꿔버리는 경우도 있다. 이러한 경우 몸은 작은데 머리는 큰 균형에 맞지 않는 캐릭터가 있으며 이 경우 2등신에서 4등신 정도가 되는 경우도 있다. 짱구는 못말려 같은 애니메이션은 이러한 신체 비례를 완전히 무시해버린 예이며, 서양 애니메이션과 유사한 특징으로 볼 수 있다.
관습적으로 일본 애니메이션 캐릭터의 눈 크기는 매우 과장되어 있다. 눈이 큰 아니메 캐릭터는 베티 부프와 같은 초기 애니메이션 캐릭터에 상당히 영향을 받은 테즈카 오사무가 눈이 상당히 큰 캐릭터를 그린 것이 시초이다. 테즈카는 일본 만화애니 역사의 중심에 있는 사람으로, 테즈카가 만든 상징적 예술 스타일과 캐릭터 디자인은 사람 감정 전체를 눈 모양을 통해서 묘사할 수 있도록 해 주었다.:60 제작자는 눈 색깔을 다양하게 하는 경향이 있다. 일반적으로, 밝은 음영, 색조, 어두운 음영을 섞어서 눈 색을 표현한다. 문화 인류학자 Matt Thorn은, 일본 애니메이터들과 애니메이션을 보는 사람들은 그러한 스타일의 눈이 다소 외국인같은 눈이라는 것을 알아차리지 못한다고 주장한다. 하지만, 모든 일본의 애니메이션에 나오는 눈이 다 큰 것은 아니다. 미야자키 하야오의 작품은 사실적인 눈 크기 표현을 사용하고 있으며, 캐릭터의 머리카락 색도 현실적이다.

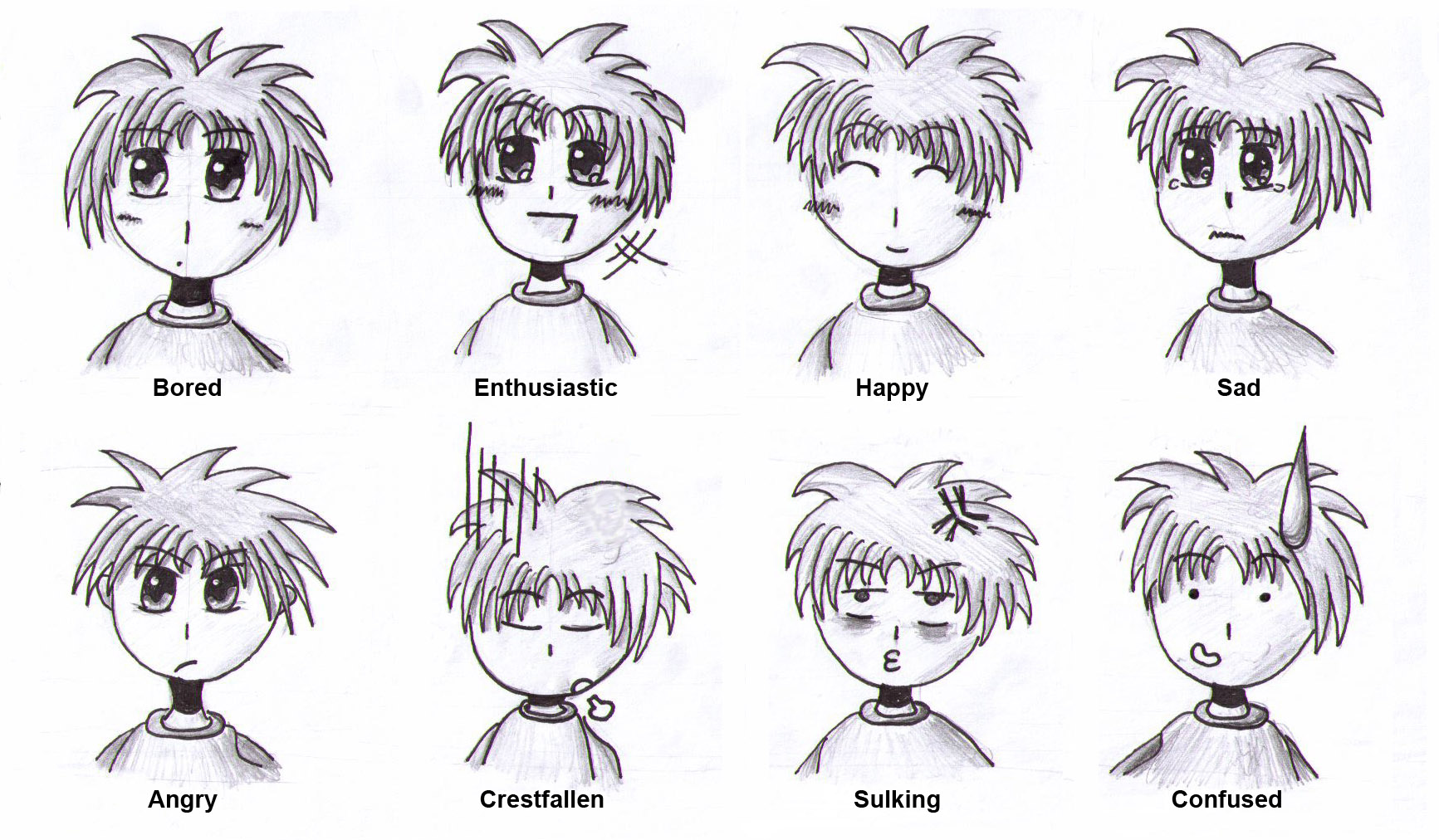
일본의 만화, 애니메이션 작가들은 특정한 감정을 표현하기 위해 미리 정해져 있는 표정을 그리기도 한다.

일본 애니메이션의 머리카락은 자연스럽지 않게 생생하고 다채로우며 독특한 스타일이다. 일본 애니메이션의 머리카락의 움직임은 과장되어 있으며 머리카락의 과장된 움직임은 액션과 캐릭터의 감정을 시각적 효과로 강조하는 데에 쓰인다.:62 Poitras는 만화 표지 일러스트의 머리카락 색을 조사했는데, 눈을 사롭잡는 그림과 다채로운 색채는 어린이용 만화에 매력적이라고 했다.:61 일본 애니메이션은 일본 국내 시장에서 제작되기는 하지만, 일본 애니메이션 캐릭터의 인종이나 국적은 항상 정의되는 것은 아니며, 포켓몬스터 애니메이션 시리즈와 같이 의도적으로 정하지 않는 경우도 있다.
만화, 애니메이션 작가들은 특정한 감정과 생각을 이미 정해져 있는 표정 그림을 통해 표현하기도 한다. 이러한 특징은 서양 애니메이션과 다르다. 또한, 그러한 특징에는 특정한 감정과 기분을 나타내기 위해 이미 정해져 있는 것을 사용하는 고정된 도해법이 포함되어 있다. 이러한 표현은 종종 과장되어 있으며 자연스럽게 전형적인 웃음을 유발한다. 예를 들어, 일본의 전설에서 유래한 것인데, 남캐가 화를 낼 때에는 코피가 난다. 순간적으로 단순그림체가 단순해질 때도 있다. 긴장감을 표현하기 위해 땀을 그린다거나, 부끄러움을 표현하기 위해 얼굴을 붉게 그린다거나, 집중해서 보는 것을 나타내기 위해 눈을 반짝거리게 표현하는 것 같은 다양한 시각 기호가 사용된다.:52

### 음악
일본 텔레비전 애니메이션의 대부분의 오프닝, 엔딩곡은 J-Pop이나 락 음악에 속해 있으며, 때때로는 유명한 밴드의 곡이 사용되기도 한다. 작중 스토리를 마음에 두고 가사를 쓰기는 하지만 일반적인 음악 시장도 목표를 해서, 주제를 살짝만 내비치는 곡도 나타나며 아예 줄거리와 전혀 관련이 없는 곡도 나오기도 한다. 음악은 작중에서 중요한 장면을 강조하기 위해 삽입 음악으로 사용되기도 한다. 배경 음악은 줄거리 노선을 이어가거나, 아니면 단지 애니메이션 장면을 꾸미기 위해 사용된다. 몇몇 애니메이션의 경우 작중에 쓰인 음악을 전부 모아서 OST 앨범을 발매하기도 한다.

## 장르
일본 애니메이션은 타겟 연령층에 따라 분류할 수 있다. 이에 따라 아동 만화, 소녀 만화, 소년 만화, 청년 만화, 여성 만화 등으로 분류가 가능하다. 소녀 만화와 소년 만화는 다양한 성별의 독자를 이끌어내기 위해 남녀 어린이 모두에게 인기가 있는 애니메이션 요소를 포함하기도 한다. 성인 애니메이션의 경우 작중 전개 속도가 느리고 줄거리 복잡성이 더 크기도 하며, 성인이 좋아할 만한 주제와 상황을 포함하고 있다.:44–48 성인 애니메이션 작품 중 일부는 일본에서 "R18"로 분류가 되는데, 이러한 애니메이션을 헨타이라고 부르기도 한다. 대조적으로, 다양한 애니메이션 장르의 하위 장르로, 성적 행위를 직접 묘사하지는 않으면서 성적인 주제나 암시가 들어가 있는 '엣치'라는 것이 있는데 전형적으로 코미디 애니메이션이나 하렘 애니메이션에 이 요소가 들어가기도 한다. 청소년 계층과 성인 계층에게 인기가 많아서 애니메이션에 판치라를 비롯한 엣치 요소를 넣는 것은 팬 서비스의 일종으로 생각할 수 있다.:89
일본 애니메이션의 분류는 다른 애니메이션의 분류와 달라서 간단한 특징으로 분류할 수 없다.:34 일본 애니메이션과 만화에 대해 책을 쓴 Gilles poitras는 전쟁과 평화를 전쟁 소설로 여기게 하는 것과 유사하게 '건담 0080'과 그것의 복잡한 전쟁 묘사를 거대 로봇으로 여기도록 하는 것을 비교했다. SF는 일본 애니의 주된 장르이고 테즈카 오사무의 철완 아톰이나 요코야마 미츠테루의 철인 28호와 같이 역사적으로 중요한 작품도 있다. SF의 하위 장르 중에는 메카물이 잇는데 건담과 같은 작품이 있다.:35 다양한 판타지 장르 애니메이션 중에는 일본의 옛 설화에서 소재를 따 온 '이누야샤'와 같이 동서양의 전통과 설화에 기반한 작품이 있고, 위그드라실이라 불리는 컴퓨터를 유지하기 위해 일본으로 온 스칸디나비아 여신을 묘사한 '오! 나의 여신님'이라는 작품도 있다.:37–40 애니메이션의 장르는 일반적인 경우도 있는데, 드래곤 하프와 같이 판타지와 코미디가 섞인 작품, 칼리오스트로의 성과 같이 범죄 애니메이션에 익살스러움을 첨가한 경우도 있다.:41–43 다른 하위 장르로는 마법소녀, 하렘, 스포츠, 무술, 문학의 애니화, 전쟁 등이 있다.:45–49
동성애를 다룬 장르도 있다. 원래 용어에는 외설적인 면이 있기는 했지만, 야오이(남성간 동성애)와 백합(여성간 동성애, 百合)은 널리 쓰이는 용어가 되었고 전 세계적으로 동성애 관계를 다룬 작품을 설명하는 데에 쓰이기 시작했다. 2000년 이후 동성애 성향이 있는 캐릭터는 재미를 위해 사용하는 경우가 많으나, 동성애 캐릭터를 진지하면서도 공감적으로 묘사하는 경우도 있다.:50

## 영향

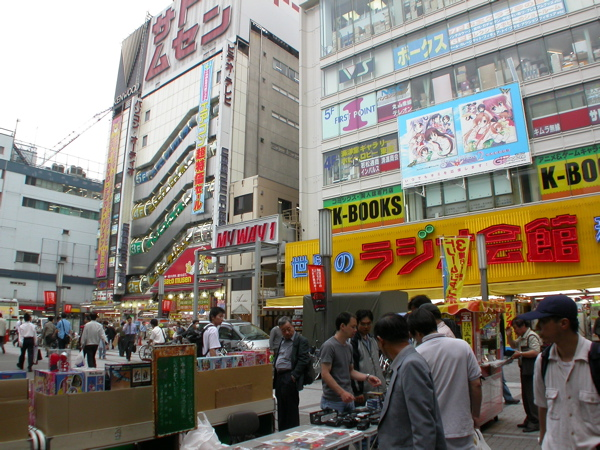
일본 오타쿠 문화의 중심지인 아키하바라

일본 애니메이션은 다른 나라의 애니메이션에 비해 자국 문화에 가장 높은 수요를 차지할 만큼 큰 영향력을 보여주고 있다.

## 역대 시청률
역대 최고 시청률은 다음과 같다.
1. 《마루코는 아홉살》 1990년 10월 28일 (후지 TV) 39.9%
2. 《사자에상》 1979년 9월 16일 (후지TV) 39.4%
3. 《닥터슬럼프》 1981년 12월 16일 (후지TV) 36.9%
4. 《명랑 개구리 뽕키치》 1979년 2월 23일 (닛폰TV 방송망) 34.5
5. 《만화 일본 옛날이야기》 1981년 1월 10일 (TBS) 33.6%
6. 《루팡 3세 최종회》 1978년 12월 8일 (닛폰 TV 방송망) 32.5%
7. 《터치》 1985년 12월 22일 (후지TV) 31.9%
8. 《내일의 죠》 1980년 3월 13일 (닛폰 TV 방송망) 31.6%
9. 《도라에몽》 1983년 2월 11일 (TV아사히) 31.2%
10. 《아기공룡 둘리》 1983년 4월 22일 (NHK) 30. 8%
11. 《게게게의 키타로》 1986년 3월 22일 (후지TV) 29.6%

## 같이 보기
- 한국 애니메이션
- OVA
- 일본의 웹 애니메이션
- 일본 애니메이션의 방영 횟수순 목록
- 애니메이션 뮤직 비디오 (AMV)

## 참고 문헌
- 야마구치 야스오 (2005). 《일본 애니메이션 역사》 1판. 미술문화. ISBN 89-86353-99-7.
- 박인하 (2009)《월트 디즈니 VS 미야자키 하야오》.